# The Man (filme)
The Man é um filme mudo norte-americano de 1910 em curta-metragem, do gênero drama, dirigido por D. W. Griffith.

## Elenco
- Frank Powell
- Florence Barker
- Francis J. Grandon
- Stephanie Longfellow
- Wilfred Lucas